# Классный мюзикл (саундтрек)
«Классный мюзикл (саундтрек)» (англ. High School Musical: Soundtrack) — альбом-саундтрек к одноимённому фильму «Классный мюзикл». Записанный за 5 дней, он был выпущен 10 января 2006 и стал самым продаваемым альбомом того года, продав более 3.7 миллионов копий в США и Канаде за январь 2007.
23 мая 2006, в тот же день вышел DVD, Walt Disney Records выпустил Специальный Выпуск альбома High School Musical с бонус диском, на котором 8 треков караоке с альбома.

## Список композиций
| №   | Название                               | Автор(ы)                       | Исполнители                                                                          | Длительность |
| --- | -------------------------------------- | ------------------------------ | ------------------------------------------------------------------------------------ | ------------ |
| 1.  | «Start of Something New»               | Matthew Gerrard; Robbie Nevil  | Зак Эфрон[a], Дрю Сили, Ванесса Хадженс                                              | 3:17         |
| 2.  | «Get'cha Head in the Game»             | Ray Cham; Greg Cham; Дрю Сили  | Дрю Сили                                                                             | 2:26         |
| 3.  | «What I've Been Looking For»           | Andy Dodd; Adam Watts          | Эшли Тисдейл, Лукас Грейбил                                                          | 2:04         |
| 4.  | «What I've Been Looking For (Reprise)» | Andy Dodd; Adam Watts          | Дрю Сили, Ванесса Хадженс                                                            | 1:20         |
| 5.  | «Stick to the Status Quo»              | David Lawrence; Faye Greenberg | Эшли Тисдейл, Лукас Грейбил, Chris Warren Jr., Kaycee Stroh, Dutch Whitlock          | 4:28         |
| 6.  | «When There Was Me and You»            | Jamie Houston                  | Ванесса Хадженс                                                                      | 3:00         |
| 7.  | «Bop to the Top»                       | Randy Petersen; Kevin Quinn    | Эшли Тисдейл, Лукас Грейбил                                                          | 1:47         |
| 8.  | «Breaking Free»                        | Jamie Houston                  | Зак Эфрон[a], Дрю Сили, Ванесса Хадженс                                              | 3:27         |
| 9.  | «We're All in This Together»           | Matthew Gerrard; Robbie Nevil  | Дрю Сили, Ванесса Хадженс, Эшли Тисдейл, Лукас Грейбил, Corbin Bleu, Monique Coleman | 3:51         |
| 10. | «I Can't Take My Eyes Off of You»      | Matthew Gerrard; Robbie Nevil  | Дрю Сили, Ванесса Хадженс, Эшли Тисдейл, Лукас Грейбил                               | 2:51         |
| 11. | «Get'cha Head In the Game»             | Ray Cham; Greg Cham; Дрю Сили  | B5                                                                                   | 2:43         |
| 12. | «Start of Something New»               | Matthew Gerrard; Robbie Nevil  | Инструментал[b]                                                                      | 3:16         |
| 13. | «Breaking Free»                        | Jamie Houston                  | Инструментал[b]                                                                      | 3:27         |

| №  | Название                          | Длительность |
| -- | --------------------------------- | ------------ |
| 1. | «Start of Something New»          | 3:31         |
| 2. | «Get'cha Head in the Game»        | 2:37         |
| 3. | «What I've Been Looking For»      | 2:13         |
| 4. | «When There Was Me and You»       | 3:15         |
| 5. | «Bop to the Top»                  | 2:08         |
| 6. | «Breaking Free»                   | 3:42         |
| 7. | «We're All in This Together»      | 4:13         |
| 8. | «I Can't Take My Eyes Off of You» | 3:07         |

Примечания
- ↑  Хотя Зак Эфрон изображал Троя Болтона в фильме, для вокала Троя использовались записи Дрю Сили, а не Эфрона на протяжении большей части фильма и саундтрека, исключение составляют «Start of Something New» и «Breaking Free», где Эфрон поет начальные фрагменты песен. Вокал Сили в саундтреке не был отмечен[4].
- ↑  Инструментальные композиции «Start of Something New» и «Breaking Free» появились на втором диске специального издания и, таким образом, были удалены с первого диска. На коллекционном издании Walmart инструментал «Start of Something New» появился в качестве седьмого трека. Оба караоке-трека отсутствуют на LP-пластинке 2018 года.

## Чарты
| Чарт (2006)                    | Провайдеры | Высшая позиция | Сертификация | Продажи    |
| ------------------------------ | ---------- | -------------- | ------------ | ---------- |
| The Billboard 200 (США)        | Billboard  | 1              | 4x Платина   | 4,800,000+ |
| UK Compilation Albums Chart*   | OCC        | 1              | 3x Платина   | 900,000+   |
| Australian ARIA Albums Chart   | ARIA       | 1              | Платина      | 70,000+    |
| Mexican Top 100 Albums Chart   | Universal  | 1              | 250,000      |            |
| Argentine Top 100 Albums Chart | Universal  | 1              | 3x Платина   | 300,000    |
| Venezuelan Top 40 Albums Chart | CAPROFONO  | 1              | Платина      | 20,000     |

* В Великобритании многочисленные сборники артиста не попали в чарт Top 200 Artist Albums.

### Синглы
| Год  | Сингл                                  | Исполнители                            | Чарт             | Пик |
| ---- | -------------------------------------- | -------------------------------------- | ---------------- | --- |
| 2006 | «Breaking Free»                        | Зак Эфрон, Дрю Сили* и Ванесса Хадженс | US Billboard 100 | 4   |
| 2006 | «Breaking Free»                        | Зак Эфрон, Дрю Сили* и Ванесса Хадженс | Pop 100          | 6   |
| 2006 | «Breaking Free»                        | Зак Эфрон, Дрю Сили* и Ванесса Хадженс | UK Singles Chart | 9   |
| 2006 | «Get’cha Head in the Game»             | Drew Seeley*                           | Hot 100          | 23  |
| 2006 | «Get’cha Head in the Game»             | Drew Seeley*                           | Pop 100          | 23  |
| 2006 | «Start of Something New»               | Зак Эфрон, Дрю Сили* и Ванесса Хадженс | Hot 100          | 28  |
| 2006 | «Start of Something New»               | Зак Эфрон, Дрю Сили* и Ванесса Хадженс | Pop 100          | 30  |
| 2006 | «Stick to the Status Quo»              | Актёры из «Классного мюзикла»          | Pop 100          | 37  |
| 2006 | «Stick to the Status Quo»              | Актёры из «Классного мюзикла»          | Hot 100          | 43  |
| 2007 | «Stick to the Status Quo»              | Актёры из «Классного мюзикла»          | UK Singles Chart | 74  |
| 2006 | «We’re All in This Together»           | High School Musical Cast               | Pop 100          | 32  |
| 2006 | «We’re All in This Together»           | High School Musical Cast               | Hot 100          | 34  |
| 2007 | «We’re All in This Together»           | High School Musical Cast               | UK Singles Chart | 40  |
| 2006 | «What I’ve Been Looking For»           | Ashley Tisdale and Lucas Grabeel       | Pop 100          | 34  |
| 2006 | «What I’ve Been Looking For»           | Ashley Tisdale and Lucas Grabeel       | Hot 100          | 35  |
| 2006 | «What I’ve Been Looking For (Реприза)» | Drew Seeley* and Vanessa Anne Hudgens  | Pop 100          | 54  |
| 2006 | «What I’ve Been Looking For (Реприза)» | Drew Seeley* and Vanessa Anne Hudgens  | Hot 100          | 66  |
| 2006 | «When There Was Me and You»            | Vanessa Anne Hudgens                   | Pop 100          | 55  |
| 2006 | «When There Was Me and You»            | Vanessa Anne Hudgens                   | Hot 100          | 71  |

- «Breaking Free» с#86 ушёл на #4 на второй недели, сделав скачок на 82 пункта в Hot 100.
- «Get’cha Head in the Game» с #100 ушёл на #23 на второй неделе, сделав скачок на 72 пункта.
- * Дрю Сили спел в нескольких песнях, его голос был спутан с Заком Эфраном.[4] Изначальнно ему не доверили петь

## Композиторы
Шесть композиторских команд было нанято, чтобы написать музыку. Музыка была написана Дэвидом Лоуренсом, а соответствующие композиторы таковы:
- «Start of Something New», «I Can’t Take My Eyes Off of You» и «We’re All in This Together» — Мэтью Жерар и Робби Нэвил
- «Stick to the Status Quo» — Дэвид Лоуренс и Фэй Гринберг
- «Get’cha Head in the Game» — Рэй Чам, Грег Чам и Эндрю Сили
- «Bop to the Top» — Рэнди Питерсен и Кевин Квинн
- «What I’ve Been Looking For» — Энди Додд и Адам Уоттс
- «Breaking Free» и «When There Was Me and You» — Джейми Хьюстон

## Международные версии
Альбом был перезаписан и выпущен в международных версиях со словами на иностранных языках в некоторых странах.
| Песня                 | Начальное Название    | Язык      | Исполнители                                                              | Страна  |
| --------------------- | --------------------- | --------- | ------------------------------------------------------------------------ | ------- |
| «High School Musical» | «High School Musical» | Испанский | Mota                                                                     | Испания |
| «High School Musical» | «High School Musical» | испанский | Reparto de «High School Musical: El Desafío»                             | Мехико  |
| «Классный мюзикл»     | «High School Musical» | Русский   | Сергей Лазарев, Ксения Ларина, Михаил Веселов, Евгения Отрадная и другие | Россия  |
|                       | «High School Musical» | Hindi     |                                                                          | Индия   |

Международные версии также были выпущены для индивидуальных синглов
| Песня                                | Начальное название           | Язык                       | Исполнители                                           |
| ------------------------------------ | ---------------------------- | -------------------------- | ----------------------------------------------------- |
| «Наверх в облака»                    | «Start of Something New»     | Русский                    | Сергей Лазарев и Ксения Ларина                        |
| «Algo Va A Empezar»                  | «Start of Something New»     | Испанский (Мексика)        | Gerardo & Mariana (High School Musical: La Selección) |
| «Ты владеешь мячом»                  | «Get’cha Head in the Game»   | Русский                    | Сергей Лазарев                                        |
| «Mente en el Juego»                  | «Get’cha Head in the Game»   | Испанский (Мексика)        | Cistobal & Cesar (High School Musical: La Selección)  |
| «Мы в темные дни грустили одни»      | «What I’ve Been Looking For» | Русский                    | Сергей Лазарев и Ксения Ларина                        |
| «Eres Tú»                            | «What I’ve Been Looking For» | Испанский (Мексика)        | Belanova                                              |
| «O Que Eu Procurava»                 | «What I’ve Been Looking For» | Португальский (Бразилия)   | Ludov                                                 |
| «Estando tú y yo»                    | «When There Was Me and You»  | Испанский (Мексика)        | Fabiola (High School Musical: La Selección)           |
| «Cuando éramos tú y yo»              | «When There Was Me and You»  | Испанский (Аргентина)      | Victoria (High School Musical: La Selección)          |
| «あなたといた時» (Anata to Ita Toki) | «When There Was Me and You»  | Японский                   | Hitomi Shimatani                                      |
| «Bop to the Top»                     | «Bop to the Top»             | Испанский (Мексика)        | High School Musical «La Selección»                    |
| «Bop to the Top»                     | «Bop to the Top»             | Испанский (Аргентина)      | Colo & Delfina (High School Musical: La Selección)    |
| «Breaking Free (Азиатская версия)»   | «Breaking Free»              | Английский                 | Vince Chong, Nikki Gil & Alicia Pan                   |
| «Breaking Free (Европейская версия)» | «Breaking Free»              | Английский                 | Джош Ходж и Никки Флорес                              |
| «Tem Que Tentar»                     | «Breaking Free»              | Португальский (Португалия) | Fellipe Guadanucci & Lenora Hage                      |
| «Se Provi A Volare»                  | «Breaking Free»              | Итальянский                | Luca Dirisio                                          |
| «另一個自己» (Ling yi ge zi ji)      | «Breaking Free»              | Мандаринский               | Anson Hu & Stephy Tang                                |
| «Briser Mes Chaînes»                 | «Breaking Free»              | Французский                | Sofiane                                               |
| «Sólo Hay Que Intentar»              | «Breaking Free»              | Испанский (Мексика)        | Roger González & Carla Medina                         |
| «Donde Hay Libertad»                 | «Breaking Free»              | Испанский (Мексика)        | High School Musical «La Selección»                    |
| «No Dejes De Soñar»                  | «Breaking Free»              | Испанский (Испания)        | Conchita                                              |
| «Masz w sobie wiarę»                 | «Breaking Free»              | Польский                   | Hania Stach i Andrzej Lampert                         |
| «ממריאים» (Mamri’im)                 | «Breaking Free»              | Иврит                      | Gilat Hillel                                          |
| «Наш звездный час»                   | «Breaking Free»              | Русский                    | Сергей Лазарев и Ксения Ларина                        |
| «Tem Que Tentar»                     | «Breaking Free»              | Португальский (Бразилия)   | Fabiola Ribeiro & Beto Marden                         |
| «Estamos Todos Juntos»               | «We’re All in This Together» | испанский (Мексика)        | High School Musical «La Selección»                    |
| «1+1=11»                             | «We’re All in This Together» | Китайский                  | Go Go Club                                            |
| «Minna Star!»                        | «We’re All in This Together» | Японский                   | AAA                                                   |
| «Мы все вместе»                      | «We’re All in This Together» | Русский                    | Сергей Лазарев, Ксения Ларина и другие                |

## История релиза
| Регион       | Дата           | Лейбл       | Формат |
| ------------ | -------------- | ----------- | ------ |
| США          | 10 января 2006 | Walt Disney | CD     |
| Канада       | 10 января 2006 | Walt Disney | CD     |
| Австралия    | 27 мая 2006    | EMI         | CD     |
| Южная Африка | 13 ноября 2006 | EMI         | CD     |